# Eugen Speer
Eugen Speer (* 22. Januar 1887 in Bruchsal; † 7. Oktober 1936 in Hagsfeld bei Karlsruhe) war ein deutscher Politiker (NSDAP). Er war von 1934 bis 1935 Bürgermeister von Radolfzell am Bodensee.

## Leben
Eugen Speer wurde protestantisch getauft und wuchs als Sohn einer unverheirateten Mutter auf. Im Alter von 17 Jahren trat er in die Kaiserliche Marine des Deutschen Kaiserreichs ein. Er war einer der führenden Köpfe der Novemberrevolution 1918/1919 in Kiel.
Er war seit 1922 Mitglied der NSDAP. Er wurde Kreisleiter und Gauinspekteur und durchlief Schulungen an der „Reichsführerschule der NSDAP“ in Bernau bei Berlin. Zudem war er Vorsitzender des Kreisrates sowie für die NSDAP Mitglied im Landtag Badens.
Am 10. Februar 1934 wurde Speer, einer der „Alten Kämpfer“, von Gauleiter Robert Wagner als Bürgermeister per 1. April 1934 eingesetzt und war damit erster nationalsozialistischer Bürgermeister Radolfzells. Mit der Absetzung des langjährigen Bürgermeisters Otto Blesch, ebenfalls seit 1933 NSDAP-Mitglied, wurde sogleich der Gemeinderat (ab 1935 „Ratsherrenkollegium“) ausgetauscht.
Auf Initiative Speers wurde Radolfzell Sitz der SA-Reiter-Standarte 156 und Standort einer SS-Kaserne. Kurz nach seinem Amtsantritt als Radolfzeller Bürgermeister unterschrieb er Verträge mit Architekten und Bauunternehmern für den Neubau der Kaserne (ab 1939 SS-Kaserne Heinrich Koeppen); die Stadt Radolfzell überließ im Rahmen einer Schenkung 55 Hektar ihrer Gemarkungsfläche im Nordwesten der Stadt dem Deutschen Reich.
Die Amtszeit Speers in Radolfzell endete wegen immenser Misswirtschaft mit der förmlichen Amtsenthebung im Juni 1935. Er hatte für die Verlegung des Bahnhofs an den Haselbrunnsteg in Radolfzell und den Bau der SS-Kaserne bereits 800.000 Reichsmark investiert, jedoch ohne irgendwelche finanziellen Zusagen.
Speer, bekannt als „Feldmarschall vom Bodensee“, war Ehrenbürger von Radolfzell und Güttingen; dies wurden ihm posthum am 15. Dezember 2010 durch den Rat der Stadt Radolfzell am Bodensee aberkannt.